# Svetlana Pechórskaya
Svetlana Vladímirovna Pechórskaya –en ruso, Светлана Владимировна Печёрская– (nacida como Svetlana Davydova, Smolino, 14 de noviembre de 1968) es una deportista rusa que compitió para la URSS en biatlón.
Participó en los Juegos Olímpicos de Albertville 1992, obteniendo una medalla de plata en la prueba individual. Ganó once medallas en el Campeonato Mundial de Biatlón entre los años 1989 y 1992.

## Palmarés internacional
| Representando a la URSS                                |                       |                   |            |
| Campeonato Mundial                                     |                       |                   |            |
| Año                                                    | Lugar                 | Medalla           | Prueba     |
| 1989                                                   | Feistritz (Austria)   | Medalla de oro    | Relevos    |
| 1989                                                   | Feistritz (Austria)   | Medalla de oro    | Equipo     |
| 1989                                                   | Feistritz (Austria)   | Medalla de bronce | Individual |
| 1990                                                   | Minsk (URSS)          | Medalla de oro    | Individual |
| 1990                                                   | Oslo (Noruega)        | Medalla de oro    | Relevos    |
| 1990                                                   | Oslo (Noruega)        | Medalla de oro    | Equipo     |
| 1990                                                   | Oslo (Noruega)        | Medalla de plata  | Velocidad  |
| 1991                                                   | Lahti (Finlandia)     | Medalla de oro    | Relevos    |
| 1991                                                   | Lahti (Finlandia)     | Medalla de oro    | Equipo     |
| 1991                                                   | Lahti (Finlandia)     | Medalla de plata  | Velocidad  |
| Representando al Equipo Unificado                      |                       |                   |            |
| Juegos Olímpicos                                       |                       |                   |            |
| Año                                                    | Lugar                 | Medalla           | Prueba     |
| 1992                                                   | Albertville (Francia) | Medalla de plata  | Individual |
| Representando a la Comunidad de Estados Independientes |                       |                   |            |
| Campeonato Mundial                                     |                       |                   |            |
| Año                                                    | Lugar                 | Medalla           | Prueba     |
| 1992                                                   | Novosibirsk (Rusia)   | Medalla de plata  | Equipo     |